# Ptilocera bergi
Ptilocera bergi är en tvåvingeart som beskrevs av James 1948. Ptilocera bergi ingår i släktet Ptilocera och familjen vapenflugor. Inga underarter finns listade i Catalogue of Life.